# Phenacoccus azaleae
Phenacoccus azaleae är en insektsart som beskrevs av Kuwana 1914. Phenacoccus azaleae ingår i släktet Phenacoccus och familjen ullsköldlöss. Inga underarter finns listade i Catalogue of Life.